# Chu kỳ
Trong khoa học và đời sống nói chung, chu kỳ là khoảng thời gian giữa hai lần lặp lại liên tiếp của một sự việc, hay thời gian để kết thúc một vòng quay, một chu trình. Như vậy đơn vị đo chu kỳ là đơn vị đo thời gian.
Trong toán học và một số lĩnh vực khác, chu kỳ có thể hiểu là độ dài giữa hai cấu trúc lặp lại.

## Trong chuyển động sóng
Trong chuyển động sóng, chu kỳ là thời gian giữa hai lần xuất hiện liên tiếp của đỉnh sóng tại một điểm. 

### Liên hệ với tần số
Chu kỳ T là nghịch đảo của tần số f:
{\displaystyle T={\frac {1}{f}}}

### Liên hệ với bước sóng
Chu kỳ T bằng thời gian để sóng đi với vận tốc v đi hết một bước sóng λ:
{\displaystyle T={\frac {\lambda }{v}}}

## Trong thiên văn học
Trong thiên văn học, chu kỳ quay của một thiên thể nói chung quanh một tâm nào đó là thời gian để thiên thể này hoàn thành một vòng quay trên quỹ đạo của nó, ví dụ chu kỳ quay của Mặt Trời và Hệ Mặt Trời xung quanh tâm Ngân Hà, chu kỳ quay của một hành tinh trên quỹ đạo quanh Mặt Trời, chu kỳ quay của một vệ tinh tự nhiên trên quỹ đạo quanh hành tinh chủ của nó.
Khái niệm chu kỳ quỹ đạo của một hành tinh hay vệ tinh có thể có giá trị khác nhau, tùy theo cách chọn điểm mốc tính.
Chu kỳ tính theo một vị trí cố định trong không gian, tức là lấy nền các sao làm chuẩn, được gọi là chu kỳ theo sao. Đây là chu kỳ đích thực, đúng nghĩa là một vòng quay chính xác của hành tinh hay vệ tinh đó. Thông thường khi nói chu kỳ quỹ đạo mà không nói gì thêm thì đây chính là chu kỳ theo sao.
Các khái niệm chu kỳ khác không đúng nghĩa là một vòng quay chính xác của hành tinh hay vệ tinh đó gồm có:
- Chu kỳ điểm nút được tính theo điểm mốc là điểm nút (lên hoặc xuống) của hành tinh hay vệ tinh. Đó là thời gian hành tinh hay vệ tinh đó cần để quay trở lại điểm nút đã chọn.
- Chu kỳ giao hội lấy sự lặp lại tương quan vị trí biểu kiến của một thiên thể so với Mặt Trời khi nhìn từ Trái Đất làm chuẩn.
- Chu kỳ cận điểm được tính theo điểm mốc là cận điểm hoặc viễn điểm trên quỹ đạo.

## Trong toán học
- Chu kỳ của hàm tuần hoàn là khoảng biến số mà cấu trúc hàm lặp lại.
- Chu kỳ của một số nguyên là độ dài của phần lặp lại trong biểu diễn thập phân của nghịch đảo số đo. Ví dụ: 1/7 = 0.1428571428571... vậy chu kỳ của 7 là 6. Xem thêm số thập phân tuần hoàn.

## Trong sinh học
Chu kỳ có thể dùng trong chu kỳ sinh trưởng, thời gian hoàn thành một vòng đời của loài vật.

## Trong sức khoẻ phụ nữ
Chu kỳ có thể dùng trong chu kỳ kinh nguyệt, thời gian từ ngày đầu tiên ra máu kinh đến trước lần ra máu kế tiếp.

## Trên cơ thể con người
Còn một loại chu kì sinh học nữa trên cơ thể con người. Trong đó có 3 yếu tố mang tính chu kì là sức khỏe, trí tuệ và tình cảm. Một số nghiên cứu cho rằng con người bị ảnh hưởng nhiều bởi các chu kì này (có thời gian khác nhau). Một số người cho rằng có thể tránh các tai họa bằng cách tránh các ngày mà trạng thái của các yếu tố đó ở mức thấp nhất. Họ tránh quyết định các công việc mang tính bước ngoặt vào ngày mà trí tuệ của họ ở mức thấp. Trong cuộc sống sẽ có những ngày cả ba đường đều ở mức cực đại. Đó là những ngày rất tốt cho việc có một đứa con. Người ta cho rằng nếu cả cha và mẹ đứa bé khi giao hợp tại thời điểm đó thì đứa trẻ sinh ra sẽ có những khả năng khác thường. Tuy nhiên điều này không dễ xảy ra. Thế mới có chuyện cha mẹ đều là những người có trí tuệ chậm, kém nhưng con cái lại rất thông minh nhanh nhẹn.